# La diputada Angelina
La diputada Angelina, títol original en italià L'onorevole Angelina, és una pel·lícula italiana del 1947 dirigida per Luigi Zampa. La protagonista és Anna Magnani, qui va guanyar la Copa Volpi per la millor actriu a la 8a Mostra Internacional de Cinema de Venècia alhora que Zampa fou nominat al Lleó d'Or. La pel·lícula es troba en el domini públic.

## Sinopsi
Al poble romà de Pietralata, Angelina viu amb la seva família i altres, en cases deteriorades construïdes per ells aprofitant les aportacions estatals del període feixista pel comendador Garrone a les seves terres amb risc d’inundació. Amb les seves "bufetades", Angelina es converteix en un paladí de la gent pobra. Lluita contra els especuladors de bosses negres, aconsegueix distribuir la pasta, el subministrament d’aigua i la terminal d’autobusos al barri.
A causa de la inundació, els habitants del poble es troben sense llar i les dones, dirigides per Angelina, decideixen ocupar els nous edificis que el comendador Garrone està construint a prop. El marit d'Angelina, un policia, es veu obligat a arrestar la seva dona, però afortunadament el comendador Garrone no presenta cap denúncia i, en canvi, concedeix un nou allotjament a Angelina i la seva família.
La resta de dones del barri elegeixen Angelina com la seva representant i la voldrien com a membre honorable de la Cambra de Representants. Angelina convenç els seus companys perquè abandonin els nous edificis, segur que el Commendatore Garrone els llogarà els apartaments un cop acabin els treballs. En lloc d’això, s'adona, durant un sopar a casa del comandant, que ha estat enganyada i manipulada pel ric contractista de la construcció. Quan va tornar al barri, és desafiada i insultada. Encara intenta ocupar els apartaments i aquesta vegada acaba a la presó. Però el fill del Commendatore, enamorat de la filla d’Angelina, convenç el seu pare perquè respecti els seus compromisos i els residents del barri finalment podran tenir els nous apartaments.
Angelina declara que a partir d’ara rebutja qualsevol càrrec polític i torna a treballar com a mestressa de casa a prop del seu marit i la seva família.

## Repartiment
- Anna Magnani - Angelina Bianchi
- Nando Bruno - Pasquale Bianchi
- Ave Ninchi - Carmela
- Ernesto Almirante - Luigi
- Agnese Dubbini - Cesira
- Armando Migliari - Callisto Garrone
- Maria Donati - La signora Garrone
- Maria Grazia Francia - Annetta Bianchi
- Vittorio Mottini - Roberto
- Franco Zeffirelli - Filippo Garrone
- Gianni Musi - Libero Bianchi
- Ughetto Bertucci - Il droghiere
- Anita Angius - Adriana Bianchi

## Recepció
La pel·lícula va aconseguir el quart lloc en el rànquing de taquilla entre les pel·lícules italianes de la temporada 1947-48.
La pel·lícula està seleccionada a la llista 100 film italiani da salvare.

## Premis
- 8a Mostra Internacional de Cinema de Venècia: Copa Volpi per la millor interpretació femenina (Anna Magnani)
- Nastro d'Argento a la millor actriu protagonista (Anna Magnani)[6]